# Kyle Clemons
Kyle Clemons (Jonesboro, 27 dicembre 1990) è un velocista statunitense specializzato nei 400 metri piani.

## Biografia
Nato in Arkansas da Tim Clemons e Valerie Hilson, ha frequentato le scuole superiori a Rowlett, in Texas, dove ha preso parte alla sua prima gara regionale, conquistando i titoli di campione scolastico dello Stato nei 400 metri piani e nella staffetta 4×100 metri. Dopo il diploma frequentò l'Università del Kansas per laurearsi in studi africani e afro-americani.
Nel 2012 ottenne il suo record personale nei 400 metri piani con il tempo di 45"91, che riuscì tuttavia a migliorare lo stesso anno, portandolo a 45"44 ai campionati nazionali, dove si classificò undicesimo. Lo stesso anno partecipò ai Trials olimpici degli Stati Uniti per la partecipazione a Londra 2012, ma non andò oltre il primo round.
La sua attività come atleta professionista ha avuto inizio nel 2014 quando, dopo l'aggiudicazione del titolo di campione nazionale indoor sui 400 metri piani con il record personale di 45"60, poté partecipare ai campionati mondiali indoor di Sopot, in Polonia. Qui concluse la gara dei 400 metri piani in terza posizione, conquistando la medaglia di bronzo, e vinse la medaglia d'oro nella staffetta 4×400 metri facendo registrare il record del mondo al coperto con il tempo di 3'02"13.
Nel 2015 fu medaglia di bronzo nei 400 metri piani ai campionati del mondo di Pechino, dove conquistò anche la medaglia d'oro nella staffetta 4×400 metri, sebbene prese parte solo alla batteria di qualificazione (ma da regolamento la medaglia viene assegnata all'intera squadra, anche ai componenti che non hanno corso la finale). 
Ai mondiali indoor di Portland 2016 vinse la medaglia d'oro nella staffetta 4×400 metri, mentre nei 400 metri piani non superò le semifinali. Lo stesso anno partecipò ai Giochi olimpici di Rio de Janeiro, portando a casa la medaglia d'oro nella staffetta 4×400 metri, che corse solo nella fase elle qualificazioni.
Ad aprile 2017 conquistò la prima posizione alle IAAF World Relays con il tempo di 3'02"13 nella staffetta 4×400 metri.

## Progressione

### 400 metri piani
| Stagione | Tempo | Luogo      | Data      | Rank. Mond. |
| -------- | ----- | ---------- | --------- | ----------- |
| 2018     | 46"83 | Auburn     | 14-4-2018 |             |
| 2017     | 46"21 | Sacramento | 22-6-2017 |             |
| 2016     | 44"79 | Eugene     | 2-7-2016  | 17º         |
| 2015     | 44"84 | Toronto    | 23-7-2015 | 29º         |
| 2014     | 45"00 | Sacramento | 28-6-2014 | 18º         |
| 2013     | 45"10 | Waco       | 5-5-2013  | 20º         |
| 2012     | 45"44 | Des Moines | 6-6-2012  | 54º         |
| 2011     | 46"11 | Des Moines | 8-6-2011  | 137º        |
| 2010     | 45"98 | Austin     | 28-5-2010 | 112º        |
| 2009     | 46"35 | Austin     | 6-6-2009  |             |

### 400 metri piani indoor
| Stagione | Tempo   | Luogo        | Data      | Rank. Mond. |
| -------- | ------- | ------------ | --------- | ----------- |
| 2018/19  | 46"94   | Fayetteville | 8-2-2019  |             |
| 2017/18  | 46"57   | Albuquerque  | 17-2-2018 |             |
| 2016/17  | 47"91   | Toruń        | 10-2-2017 |             |
| 2015/16  | 45"95   | Portland     | 12-3-2016 | 13º         |
| 2013/14  | 45"60 a | Albuquerque  | 23-2-2014 | 7º          |
| 2012/13  | 46"85   | Fayetteville | 8-2-2013  | 46º         |
| 2010/11  | 46"65   | Lincoln      | 25-2-2011 | 35º         |

## Palmarès
| Anno | Manifestazione      | Sede           | Evento      | Risultato  | Prestazione | Note                                    |
| ---- | ------------------- | -------------- | ----------- | ---------- | ----------- | --------------------------------------- |
| 2014 | Mondiali indoor     | Sopot          | 400 m piani | Bronzo     | 45"74       |                                         |
| 2014 | Mondiali indoor     | Sopot          | 4×400 m     | Oro        | 3'02"13     | Record mondiale                         |
| 2015 | World Relays        | Nassau         | 4×400 m     | Oro        | 2'58"43     | Miglior prestazione mondiale stagionale |
| 2015 | Giochi panamericani | Toronto        | 400 m piani | Bronzo     | 44"84       | Miglior prestazione personale           |
| 2015 | Giochi panamericani | Toronto        | 4×400 m     | Bronzo     | 3'00"21     |                                         |
| 2015 | Mondiali            | Pechino        | 4×400 m     | Oro        | 2'57"82     | [ 2 ]                                   |
| 2016 | Mondiali indoor     | Portland       | 400 m piani | Semifinale | 46"91       |                                         |
| 2016 | Mondiali indoor     | Portland       | 4×400 m     | Oro        | 3'02"45     | Miglior prestazione mondiale stagionale |
| 2016 | Giochi olimpici     | Rio de Janeiro | 4×400 m     | Oro        | 2'58"38     | [ 3 ]                                   |
| 2017 | World Relays        | Nassau         | 4×400 m     | Oro        | 3'02"13     |                                         |

## Campionati nazionali
- 1 volta campione nazionale indoor dei 400 metri piani (2014)